# Ллойд, Фрэнк (музыкант)
Фрэнк Ллойд (англ. Frank Lloyd; р. 1952, Корнуолл) ― британский валторнист и музыкальный педагог; солист Королевского филармонического оркестра, Шотландского национального оркестра, Английского камерного оркестра и брасс-ансамбля Филипа Джонса, преподаватель Гилдхоллской школы музыки и Тринити-колледжа в Гринвиче, почётный член Международного общества валторнистов.